# Funing (Wenshan)
Funing léase Fu-Níng (en chino:富宁县, pinyin:Fùníng xiàn) es un condado bajo la administración directa de la prefectura autónoma de Wenshan. Se ubica al sur de la provincia de Yunnan, sur de la República Popular China. Su área es de 5459 km² y su población total para 2010 fue +400 mil habitantes.

## Administración
El condado de Funing se divide en 13 pueblos que se administran en 6 poblados, 6 villas y 1 villa étnica.